# Championnats d'Asie de karaté juniors 1992
Navigation
Championnats d'Asie de karaté juniors 1994
Les championnats d'Asie de karaté juniors 1992 ont eu lieu à Kuala Lumpur, en Malaisie, en septembre 1992. Il s'agissait de la première édition des championnats d'Asie de karaté juniors.